# 波斯王子：王者无双
《波斯王子：王者无双》（以下称「王者无双」）是由育碧公司开发的动作冒险游戏。2005年11月30日发布。在北美地区，发布平台有Xbox、PC、PS2、NGC、PSP和Wii。王者无双是波斯王子三部曲的第三部。

## 故事情节
《王者无双》的故事紧接着上一部《波斯王子：武者之心》展开，王子因成功杀掉了达卡哈（Dahaka）而改变了时之女皇凯琳娜 （Kaileena）的命运。王子带着凯琳娜乘船返回故乡巴比伦，王子坚信自己不再会用到时之徽章（Medallion），而将它抛入了大河。正当他向女皇承诺她在巴比伦不会受到任何伤害，二人却意外的发现眼前的故乡正被战火蹂躏着。未知的敌军投掷巨石，砸沉了王子的帆船，二人彼此分离，随着木板漂浮上岸。而女皇上岸后则被敌军带走了。
王子在其后不停的追随，却此次失之交臂。原来，由于王子在“时之岛”上阻止了“时之砂”的诞生，因而由时之沙带来的所有事情都随之消逝，完全没有发生过，维齐尔（Vizier）没有死，他还从荒废的时之岛上得到了空空的沙漏，时之匕和魔杖，他杀死了印度公王，率大军进攻巴比伦，为的就是寻找时之沙，以完成自己的永生的邪恶目的。当王子与女皇再次会面之时，王子已无能改变女皇被维齐尔杀害的命运。死去的女皇化作时之砂，向四周疯狂的喷射。维齐尔的几名近卫都化作丑陋的沙怪，而王子自己也被时之沙侵蚀了。维齐尔将充满时之砂的匕首插进自己的胸膛，进而化作一只全身闪光发亮的有翼怪兽。当宫殿开始坍塌时，王子迅速地捡回了匕首。
随后，王子发现时之砂的力量使他的灵魂分裂了，一个是正常的自己，一个是“黑暗王子”。黑暗王子一直寄居在正常王子体内，并以一种高傲而冷酷的声音与之对话。在没有水的地方，正常王子会变身为黑暗王子，进而更具有攻击性，更灵活，更强大，并以极具伤害性的“鞭刃（Daggertail）”为武器。但变身后的王子也必须依靠时之砂来维系生命。而在正常时候，时之砂的力量仅仅寄居在王子的左臂伤口上。
同时，维齐尔不断地将巴比伦的市民转换为砂怪，并通过“砂点”传送与两地之间。王子急于找出维齐尔的下落，尽快结果了他，却巧遇了法拉公主（Farah）。没有先前记忆的法拉惊讶的发现这位王子竟然知道她的名字，在观察了王子的不俗表现后，决定帮他杀掉维齐尔。
途中，二人听到了来自远方的难民的呼喊，法拉要求立刻去救人，而黑暗王子则怂恿继续去找维齐尔复仇。正到二人因争执不休而分道扬镳，王子醒悟过来，并认清了黑暗王子的本质。
一番波折，二人再度携手前进，就在巴比伦安置王座的殿堂里，法拉遭到了维齐尔的埋伏，并被作为人质带走，而王子则被维齐尔用魔法打入不见底的深井。王子也因中途变身而逃过死神。
由于枯井缺水，王子开始绝望，而黑暗王子也更加嚣张和肆无忌惮。在一间屋子里，王子见到了已断气的父亲沙拉曼（Sharaman），王子悲痛欲绝，而黑暗王子却在一旁冷嘲热讽。最终，王子认识到自己以前因幼稚和逃避而犯下的种种过错，决定面对现实，于是，在没有水的情况下，王子悄然变回了原身。他拿着父亲的遗刃，继续完成使命。
在时之匕和父之刃的帮助下，王子顺利的击败了维齐尔，释放了法拉，随着维齐尔的死，沙怪军队瞬间消失，被禁锢的凯琳娜的灵魂也出现在王子面前。凯琳娜决定去另一个适合她的世界，临走时，还卸下了王子手上的铁链。正当王子要拾起父王的王冠，黑暗王子却意外出现在他面前，景象正如《武者之心》所言。黑暗王子将王子带入了他内心深处的虚幻空间。二人为了王权而战斗着。最后法拉的声音响起，告诉他战胜的办法就是停止“喂养”这只恶魔。失去了愤怒，贪婪，自傲的滋养，黑暗王子慢慢死去。王子重新回到了真实的世界。
做为尾声，法拉公主问王子他到底如何得知她的名字，王子使用了《时之砂》中相同的独白：“大多数人都以为时间是一条朝着一个方向奔腾前进的大河，但我却看到了时间的真相，而且我可以告诉你，他们都错了，时间是一片充满风暴的海洋。你也许要问我是谁，我为什么说这些，但是来吧，我将告诉你一个你从未听说的故事……”最后，游戏以《时之砂》的部分开场动画作结。

## 游戏系统
《波斯王子》系列先作的杂技式的角色动作被大大增强。王子能做出更多动作，诸如靠手在两墙之间上下，站在横杆之上等。
而在机关方谜题面也有不小变化，不仅增加弹板，墙壁挂孔，锁链机关等来丰富机关系统，在谜题和场景设计方面也比前作有较大改良。
“马车战”也是王者无双新增加的系统，在有些场景，王子可以驾驶一辆高速行驶马车在曲折复杂的街道上前进，途中会有敌方马车或敌人企图干扰王子驾驶。一旦马车撞墙即宣告游戏结束。
关于战斗系统，则与前两作有很大改良，在王者无双中，王子使用时之匕作为主武器。设计者还增加了“瞬杀系统”，王子可以在没有敌人注意的情况下，从敌人身后发动攻击，安静而秘密地刺杀敌人。在发动速杀时，游戏系统会以“心跳音”“闪光”等方式以于提示，没有按时按键杀敌或被其他敌人发现，速杀就会失败。速杀所需刀数取决于敌人的强度。而BOSS战往往要依靠速杀。
在王子变身后，战斗系统有一些变化，黑暗王子不再使用时之匕发动瞬杀，而是使用铁链，而且也不能使用副武器攻击。但黑暗王子的铁链让他拥有跳跃大距离的能力，因为铁链本身就可以作为荡绳。

## 开发情况
Yuri Lowenthal被证实是波斯王子系列首作和本作中为王子配音的人，黑暗王子则是由Rick Miller配音。Stuart Chatwood，《时之砂》的曲作者和Inon Zur，《武者之心》的曲作者，再度为王者无双创作乐曲。

### 批评和程序漏洞
在《王者无双》中一直存在一个明显的漏洞，当使用鼠标游戏的玩家使用第一人称视角时，镜头不能上下移动，虽然在游戏设置中有此项设置，却形同虚设。此外，游戏还使用了Starforce技术来防止盗版，却给一些玩家带来不便，因此遭到唾弃。